# Vlčkovice v Podkrkonoší
Vlčkovice v Podkrkonoší là một làng thuộc huyện Trutnov, vùng Královéhradecký, Cộng hòa Séc.